# Harmothoe lanceocirrata
Harmothoe lanceocirrata är en ringmaskart som beskrevs av Treadwell 1928. Harmothoe lanceocirrata ingår i släktet Harmothoe och familjen Polynoidae. Inga underarter finns listade i Catalogue of Life.